# دهستان بیرگان
بیرگان نام یکی از دهستان‌های شهرستان کوهرنگ در استان چهارمحال و بختیاری است و دارای ۳۶ آبادی و ۱۶۷۰ تن سکنه است. مردم این منطقه از بختیاری‌های هفت‌لنگ هستند. بیرگان در شرق زردکوه بختیاری و شمال شهرستان کوهرنگ قرار دارد.
ساکنان بیرگان از ایل بختیاری هستند، که بیشتر آن‌ها از طایفه شهنی، مالملی، بهداروند، نصیر، گمار، تردی ، آلجمالی و منجزی هستند که بیشتر به دامداری و کشاورزی مشغول می‌باشند.
پوشش گیاهی منطقه اغلب گَوَن است. از گونه‌های جانوری منطقه می‌توان کبک، تیهو، خرس قهوه‌ای، گرگ، مار و لاک پشت و در ارتفاعات زردکوه بختیاری قوچ، میش و بز کوهی را نام برد. این منطقه که در کنار شهرستان کوهرنگ واقع شده است سالانه شاهد برف و باران سنگینی می باشد که این ها باعث شده تا مکانی تفریحی گردشگری شود.
بیرگان شامل روستاهای: موردل، یاور آباد، اسپیدار، گل آباد، حاج جلیل، زیرگر  است. از جاذبه های گردشگری این منطقه به چشمه های آب زلال آن می توان اشاره کرد مثل چشمه ی آب مروارید.
تونل سوم کوهرنگ در این منطقه واقع شده است و بخشی از آب اصفهان و زاینده رود را تامین می کند. زدن نامناسب تونل سوم کوهرنگ باعث خشک شدن بسیاری از چشمه های بزرگ این منطقه شده که دغدغه ی اصلی مردم این منطقه می‌باشد.

## نگارخانه

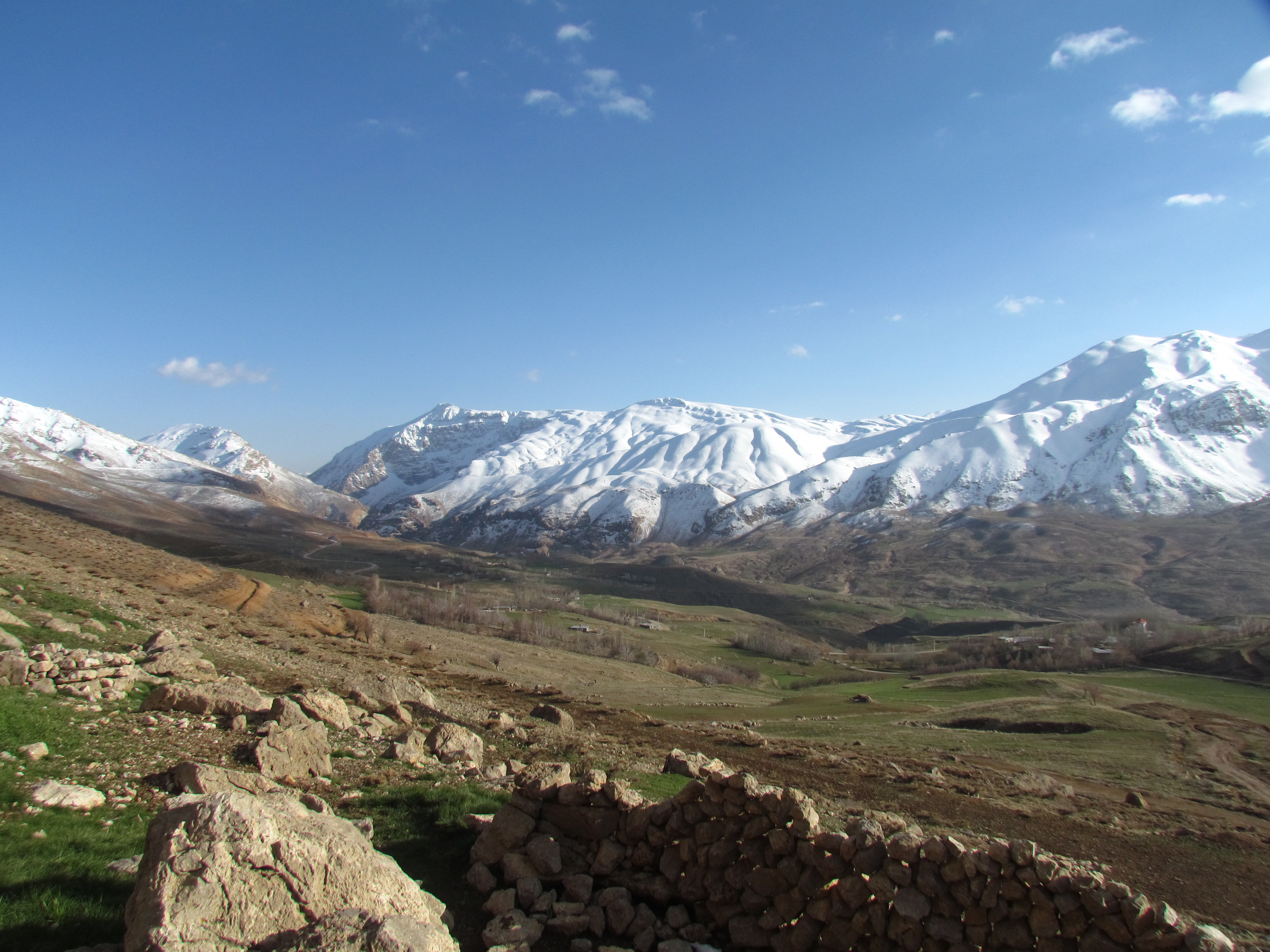
کوهرنگ، بیرگان، قلّهٔ قیصری (سمت چپ)